# سينارة حادة الخطم
سينارة حادة الخطم (الاسم العلمي: Cinara acutirostris) هي نوع من الحشرات تتبع جنس السينارة من فصيلة المنية.